# Tischtennis-Afrikameisterschaft
Die Afrika-Meisterschaften im Tischtennis (offiziell ITTF-Africa Championships) werden standardmäßig alle zwei Jahre ausgetragen, und zwar in den geradzahligen Jahren. Dabei finden sieben Wettbewerbe statt, nämlich Herren- und Dameneinzel, Herren- und Damendoppel, Mixed sowie Herren- und Damenmannschaften.

## Goldmedaillengewinner
| Jahr | Herreneinzel            | Dameneinzel                | Herrendoppel                                 | Damendoppel                                   | Mixed                                      | Herrenteam | Damenteam      |
| ---- | ----------------------- | -------------------------- | -------------------------------------------- | --------------------------------------------- | ------------------------------------------ | ---------- | -------------- |
| 2024 | Omar Assar              | Hana Goda                  | Muizz Adegoke / Abdulbasit Abdulfatai        | Hend Fathy / Hana Goda                        | Youssef Abdel-Aziz / Mariam Alhodaby       | Nigeria    | Ägypten        |
| 2023 | Quadri Aruna            | Hana Goda                  | Fabio Rakotoarimanana / Antoine Razafinarivo | Fatimo Bello / Olufunke Oshonaike             | Omar Assar / Dina Meshref                  | Ägypten    | Ägypten        |
| 2022 | Quadri Aruna            | Dina Meshref               | Mohamed El-Beiali / Mohamed Shouman          | Hana Goda / Alaa Yehia                        | Mohamed El-Beiali / Hana Goda              | Ägypten    | Ägypten        |
| 2021 | Omar Assar              | Mariam Alhodaby            | Quadri Aruna / Bode Abiodun                  | Farah Abdel-Aziz / Yousra Helmy               | Omar Assar / Dina Meshref                  | Ägypten    | Ägypten        |
| 2018 | Quadri Aruna            | Dina Meshref               | Youssef Abdel-Aziz / Khalid Assar            | Farah Abdel-Aziz / Reem El-Eraky              | Ahmed Saleh / Dina Meshref                 | Nigeria    | Ägypten        |
| 2016 | Omar Assar              | Olufunke Oshonaike         | Quadri Aruna / Segun Toriola                 | Yousra Helmy / Dina Meshref                   | Omar Assar / Dina Meshref                  | Ägypten    | Ägypten        |
| 2015 | Omar Assar              | Dina Meshref               | Quadri Aruna / Makanjuola Kazeem             | Han Xing / Onyinyechi Nwachukwu               | Omar Assar / Dina Meshref                  | Ägypten    | Ägypten        |
| 2012 | El-Sayed Lashin         | Han Xing                   | El-Sayed Lashin / Ahmed Saleh                | Nadeen El-Dawlatly / Dina Meshref             | Omar Assar / Dina Meshref                  | Ägypten    | Ägypten        |
| 2010 | Ahmed Saleh             | Sarah Hanffou              | Omar Assar / Emad Moselhy                    | Nadeen El-Dawlatly / Sara El-Sokary           | Suraju Saka / Han Xing                     | Ägypten    | Nigeria        |
| 2008 | Suraju Saka (CGO)       | Yang Fen (CGO)             | Cogill Theo / Overmeyer Shane (RSA)          | Han Xing / Yang Fen (CGO)                     | Saheed Idowu / Han Xing (CGO)              | Nigeria    | Republik Kongo |
| 2007 | Ahmed Saleh (EGY)       | Yang Fen (CGO)             | Lashin El-Sayed / Saleh Ahmed (EGY)          | Akpan-Offiong Ceclia Otu / Offiong Edem (NGR) | Suraju Saka / Yang Fen (CGO)               | Ägypten    | Nigeria        |
| 2004 | Moselhy Emad (EGY)      | Osman Bacent (EGY)         | Lashin El-Sayed / Reda Amr (EGY)             | Ashraf Ayatollah / Osman Bacent (EGY)         | Moselhy Emad / Magdy Roaa (EGY)            | Ägypten    | Ägypten        |
| 2002 | Toriola Segun (NGR)     | Oshonaike Olufunke (NGR)   | Lashin El-Sayed / Saleh Ahmed (EGY)          | Abdul-Aziz Shaimaa / Osman Bacent (EGY)       | Toriola Segun / Oshonaike Olufunke (NGR)   | Ägypten    | Ägypten        |
| 2000 | Ahmed Saleh (EGY)       | El-Alfy Shahira (EGY)      | Moselhy Emad / Saleh Ahmed (EGY)             | Neblyat Ahmed / Tadesse Alem (ETH)            | Saleh Ahmed / Abdul-Aziz Shaimaa (EGY)     | Ägypten    | Ägypten        |
| 1998 | Toriola Segun (NGR)     | Kaffo Bose (NGR)           | Helmy Ashraf / Saleh Ahmed (EGY)             | Kaffo Bose / Owoh Atisi (NGR)                 | Saleh Ahmed / El-Sayed Gihan (EGY)         | Ägypten    | Ägypten        |
| 1996 | Nosiru Kazeem (NGR)     | Owopetu Bimbo (NGR)        | DiaaSherif / Sobhy Ashraf (EGY)              | Abdul-Aziz Shaimaa / Osman Bacent (EGY)       | Obiomo Ufo / Owoh Atisi (NGR)              | Ägypten    | Ägypten        |
| 1994 | Olaleye Sule (NGR)      | Kaffo Bose (NGR)           | Adeyemo Fatai / Toriola Segun (NGR)          | El-Sayed Gihan / Meshref Nihal (EGY)          | Olaleye Sule / Kaffo Bose (NGR)            | Nigeria    | Nigeria        |
| 1992 | Helmy Ashraf (EGY)      | Oshonaike Olufunke (NGR)   | Nosiru Kazeem / Toriola Segun (NGR)          | Akanmu Iyabo / Okenla Kehinde (NGR)           | Toriola Segun / Odumosu Abiola (NGR)       | Nigeria    | Nigeria        |
| 1990 | Massaad Adel (EGY)      | Kaffo Bose (NGR)           | Musa Atanda / Wahab Ahmed (NGR)              | Odumosu Abiola / Oshonaike Olufunke (NGR)     | Helmy Ashraf / Meshref Nihal (EGY)         | Nigeria    | Ägypten        |
| 1988 | Musa Atanda (NGR)       | Owolabi Kubrat (NGR)       | Akinola Gbenga / Olaleye Sule (NGR)          | Kaffo Bose / Owolabi Kubrat (NGR)             | Titus Omotara / Kaffo Bose (NGR)           | Nigeria    | Nigeria        |
| 1985 | Musa Atanda (NGR)       | Majekodunmi Olawunmi (NGR) | Abiono / Ogunrinde Thomas (NGR)              | Majekodunmi Olawunmi / Owolabi Kubrat (NGR)   | Musa Atanda / Majekodunmi Olawunmi (NGR)   | Nigeria    | Nigeria        |
| 1980 | Eboh Sunday (NGR)       | Lamptey Esther (GHA)       | Eboh Sunday / Sule Francis (NGR)             | Kuye Mojisola / Majekodunmi Olawunmi (NGR)    | Eboh Sunday / Kuye Mojisola (NGR)          | Nigeria    | Nigeria        |
| 1976 | Lasisi Kasali (NGR)     | Majekodunmi Olawunmi (NGR) | Ezz Galal / Sonbol Hosni (EGY)               | Jacks Ethel / Majekodunmi Olawunmi (NGR)      | Lasisi Kasali / Majekodunmi Olawunmi (NGR) | Nigeria    | Nigeria        |
| 1974 | El-Kabbany Farouk (EGY) | Jacks Ethel (NGR)          | Ezz Galal / Sonbol Hosni (EGY)               | Kamal Nahed / Tawfic Randa (EGY)              | Dawlatly Ahmed / Fahmy Ingi (EGY)          | Nigeria    | Nigeria        |
| 1968 | Quaye Emmanuel (GHA)    | Jacks Ethel (GHA)          | Dawodu Waidi / ONI Muyiwa (NGR)              | Akuetteh Ernestina / Jacks Ethel (GHA)        | Sonbol Hosni / El-Darwish Ines (EGY)       | Nigeria    | Ägypten        |
| 1964 | Ezz Galal (EGY)         | Jacks Ethel (GHA)          | El-Abrashy Fawzi / El-Kirdani Monir (EGY)    | Akuetteh Ernestina / Jacks Ethel (GHA)        | Ezz Galal / El-Darwish Ines (EGY)          | Ägypten    | Ägypten        |
| 1962 | Quaye Emmanuel (GHA)    | El-Darwish Ines (EGY)      | El-Abrashy Fawzi / Fahmy Adel (EGY)          | El-Bakri Perihan / El-Darwish Ines (EGY)      | Salama Mamdouh / Naser Naila               | Ägypten    | Ägypten        |